# Синапово
Синàпово е село в Южна България. То се намира в община Тополовград, област Хасково.

## География
Разположено в югоизточната част на България, Синапово се намира на около 5 км от Главен път 7, на 13 км от Тополовград, на 13 км от Елхово, на 25 км от ГКПП „Лесово“ и на 80 км от ГКПП „Капитан Андреево“.
Синаповска река, която минава през селото, е считана за северна граница на Сакар планина.

## Климат
Климатът е преходно средиземноморски.
Почвите са алувиално-ливадни и излужени канелени горски почви.

## История
До 1934 г. селото се казва Синаплий. Фигурира в турските регистри от 1606 и 1672 г. под името Синаблъ. През 1907 г. се заселват около 50 семейства от Харманлийско. Това са бежанци от Беломорска Тракия. Те се заселват в новата част на селото наричана “ Квартала” в къщи построени от немския предприемач Шарон, които са еднотипни.”Квартала” и досега съществува но с обновени вече къщи.До 1924 г. преобладаващата част от жителите на селото са гърци кариоти. След спогодбата Моллов -Кафандарис те се изселват в Гърция. Част от тях са заселени в солунското градче Текелиево (Синдос). Голяма част от населението на селото са български изселници от Беломорска и Одринска Тракия и Македония. В селото са живели и живеят наследници на рода на Капитан Петко Войвода.
Към 2011 г. близо 100 имота в Синапово за собственост на чужди граждани, а постоянно живеещите семейства са 20.

## Религии
Основната религия тук е източното православие. Село Синапово е част от Тополовградското архиерейско наместничество, което от своя страна е в рамките на Сливенската Митрополия. В селото има православен храм – черква. Църквата „Св. Илия“ е построена през 1834 г.

## Културни и природни забележителности
На 2 км западно от селото, в местността „Праса чука“, има останки от праисторическо селище. На 1,5 км североизточно, в местността „Трапсата“ са открити останки от антично селище. Синаповска река – минава единствено през с. Синапово. Горите са пълни с красиви дървета и храсти.

## Редовни събития
На 2 август – „Илинден“ се провежда ежегоден събор.

## Личности
Родени
- Димитър Георгиев – собственик на козметична компания „Розаимпекс“, дарител